# Sixten Ekstrand
Sixten Ekstrand, född 1960, är en  finländsk teologie doktor och präst. 

## Karriär
Sixten Ekstrand doktorerade vid Åbo Akademi på en avhandling i kyrkohistoria 1993. Han är även docent i kyrkohistoria vid Åbo Akademi.
Åren 1985-1988 arbetade han som församlingspräst i Pernå församling och 1989–1998 som verksamhetsledare för Kyrkans Ungdom. En kort tid var han chefredaktör för Kyrkpressen. Ekstrand har också arbetat som lektor och professor i praktisk teologi vid Teologiska fakulteten vid Åbo Akademi åren 1999–2007. 
Ekstrand var stiftsdekan i Borgå stift inom Evangelisk-lutherska kyrkan i Finland 2007–2013 och är sedan 2013 direktor vid Kyrkans central för det svenska arbetet vid Kyrkostyrelsen i Helsingfors.

## Biskopskandidat
Ekstrand var nominerad i biskopsvalet i Borgå stift 2009, där han gick till den avslutande omgången. Där fick han dock färre röster än segraren Björn Vikström. 
Han var nominerad också i biskopsvalet 2019. Även där gick han till den avgörande omgången, men förlorade mot Bo-Göran Åstrand.

## Publikationer
- "Då skall svärden smidas om till plogbillar": en studie i Tor Krooks syn på krig och fred. Åbo Akademi. 1990. sid. 173. ISBN 951-649-694-6
- Tro och moral: Oxfordgrupprörelsen och MRA i Finland 1932-1955 (doktorsavhandling). Åbo Akademi. 1993. sid. 340. ISBN 952-9616-25-2
- Mellan nyfolkkyrklighet och nypietism: fyra finländska väckelserörelsers nya situation i efterkrigstidens andliga turbulens. Åbo Akademi. 2001. sid. 132. ISBN 952-12-0888-0
- Gammal tradition i ny gestalt: den nya katekesen i Borgå stifts församlingar. Kyrkans forskningscentral. 2002. sid. 100. ISBN 951-693-243-6
- I kyrkans hägn: studier i liturgik, kateketik och homiletik. Åbo Akademi. 2003. sid. 196. ISBN 952-12-1151-2
- "Om allmänt skriftermåhl": en liturgihistorisk studie av det allmänna skriftermålet. Åbo Akademi. 2005. sid. 101. ISBN 952-12-1550-X
- I skuggan av kyrkspira och industritorn: Jakobstads församling 1907-2007. Jakobstads svenska församling. 2008. sid. 288. ISBN 978-952-92-3393-9